# A Maldição dos Mortos-Vivos
A Maldição dos Mortos-Vivos  (The Serpent and the Rainbow) é um filme de terror americano de 1988 dirigido por Wes Craven.

## Elenco
- Bill Pullman ... Dennis Alan
- Cathy Tyson ... Marielle Duchamp
- Zakes Mokae ... Dargent Peytraud
- Paul Winfield ... Lucien Celine
- Brent Jennings ... Louis Mozart
- Conrad Roberts ... Christophe
- Badja Djola ... Gaston
- Theresa Merritt... Simone
- Michael Gough ... Schoonbacher
- Paul Guilfoyle ... Andrew Cassedy